# Pseudhomelix ornata
Pseudhomelix ornata – gatunek chrząszcza z rodziny kózkowatych i podrodziny zgrzypikowych. Jedyny przedstawiciel rodzaju Pseudhomelix.

## Zasięg występowania
Gatunek ten występuje w Angoli.